# Ève Périsset
Ève Périsset (Saint-Priest, 24 december 1994) is een voetbalspeelster uit Frankrijk. Ze speelt als verdediger voor RC Strasbourg in de Division 1.

## Clubcarrière
Périsset begon haar carrière in de jeugdopleiding bij Olympique Lyonnais in 2012. In 2016 maakte ze de overstap naar Paris Saint-Germain. Hier kwam Périsset tot 69 wedstrijden en acht doelpunten.
Op 19 juni 2020 maakte Périsset de overstap naar Girondins de Bordeaux. Hier speelde ze twee seizoenen.
Voorafgaande aan het seizoen 2022-2023 maakte Périsset de overtocht naar Engeland waar ze voor Chelsea FC ging spelen. Hier werd Périsset gelijk kampioen en won ze de beker. In een Champions League 2023/24 wedstrijd tegen Celtic FC maakte Périsset haar eerste doelpunt voor de Londense club op Stamford Bridge. 
Op 31 januari 2025 kwamen Périsset en Chelsea in onderling overleg tot een contractontbinding. Diezelfde dag tekende ze een contract bij RC Strasbourg tot het einde van het seizoen.

## Statistieken
| Seizoen | Club                  | Land      | Competitie   | Wedstrijden | Doelpunten |
| ------- | --------------------- | --------- | ------------ | ----------- | ---------- |
| 2013/14 | Olympique Lyonnais    | Frankrijk | Division 1   | 6           | 0          |
| 2014/15 | Olympique Lyonnais    | Frankrijk | Division 1   | 10          | 1          |
| 2015/16 | Olympique Lyonnais    | Frankrijk | Division 1   | 2           | 0          |
| 2016/17 | Paris Saint-Germain   | Frankrijk | Division 1   | 21          | 3          |
| 2017/18 | Paris Saint-Germain   | Frankrijk | Division 1   | 21          | 2          |
| 2018/19 | Paris Saint-Germain   | Frankrijk | Division 1   | 15          | 2          |
| 2019/20 | Paris Saint-Germain   | Frankrijk | Division 1   | 12          | 1          |
| 2020/21 | Girondins de Bordeaux | Frankrijk | Division 1   | 21          | 0          |
| 2021/22 | Girondins de Bordeaux | Frankrijk | Division 1   | 18          | 3          |
| 2022/23 | Chelsea F.C.          | Engeland  | Super League | 18          | 0          |
| 2023/24 | Chelsea F.C.          | Engeland  | Super League | 13          | 0          |
| 2024/25 | Chelsea F.C.          | Engeland  | Super League | 2           | 0          |
| 2024/25 | Olympique Lyonnais    | Frankrijk | Division 1   | 5           | 0          |
| Totaal  | Totaal                | Totaal    | Totaal       | '164        | '12        |

Laatste update: 9 april 2025

## Interlandcarrière
Périsset maakte haar debuut voor het Franse nationale team op 16 september 2016 in een duel tegen Brazilië.
Périsset maakte onderdeel uit van de selectie voor Frankrijk op het EK 2017. Hier reikte Frankrijk tot de kwartfinales waar Engeland met 1-0 te sterk was door een doelpunt van Jodie Taylor.
Périsset werd ook geselecteerd voor het WK 2019 waarin Frankrijk in eigen land ook niet voorbij de kwartfinales raakte door een 1-2 nederlaag tegen de latere winnaar, de Verenigde Staten.
Périsset werd tevens geselecteerd voor het EK 2022 waarin de halve finale ditmaal het eindstation was na een 1-2 nederlaag tegen Duitsland. Op dit toernooi maakte Périsset de belangrijke 2-1 vanaf de penaltystip in de kwartfinale tegen Nederland.
Bondscoach Hervé Renard selecteerde Périsset voor het WK 2023. Hier maakte ze in vier van de vijf wedstrijden van Frankrijk haar opwachting, waaronder de verloren kwartfinale tegen Australië. Hierin miste Périsset een penalty in de verloren penaltyreeks waardoor Frankrijk werd uitgeschakeld.